# Pavle Vujisić
Pavle Vujisić (en serbe cyrillique Павле Вујисић), également connu sous le surnom de Paja, né le 10 juillet 1926 à Belgrade et mort le 1er octobre 1988 à Belgrade, est un acteur yougoslave. Son visage était l'un des plus reconnaissables du cinéma de l'ex-Yougoslavie.

## Biographie
Pavle Vujisić a effectué des études de droit, puis il a travaillé comme journaliste à Radio Belgrade. En 1950, il obtient un petit rôle dans le film Čudotvorni mač (« L'Épée magique »), de Vojislav Nanović. Par la suite, il tente de devenir acteur professionnel, mais échoue au concours d'entrée à l'Académie des arts dramatiques de Belgrade. 
Il obtient son premier grand rôle en 1955, dans le film Šolaja de Vojislav Nanović. C'est le début d'une carrière longue et prolifique, dans laquelle il interprète des rôles divers, aussi bien dramatiques que comiques. Il obtient un de ses plus grands succès en 1972, dans la série télévisée Kamiondžije (« Les Camionneurs »), où il avait comme partenaire le très célèbre Miodrag Petrović Čkalja. Il a également joué dans deux films d'Emir Kusturica, Te souviens-tu de Dolly Bell ? (Sjećaš li se Dolly Bell ?), en 1981, et Papa est en voyage d'affaires (Otac na službenom putu), en 1985.
Pavle Vujisić a donné son nom à un des prix d'interprétation les plus prestigieux de Serbie, celui du Festival du film de Niš.

## Filmographie
- Čudotvorni mač, 1950
- Ciganka, 1953
- Nevjera, 1953
- Šolaja, 1955
- Tri koraka u prazno, 1956
- Servisna stanica, 1959
- Nema malih bogova, 1961
- Prométhée de l'île, 1964
- Buđenje pacova, 1967
- Bomba u 10 i 10, 1967
- La Bataille de la Neretva (Bitka na Neretvi), de Veljko Bulajić, 1969
- Šešir profesora Koste Vujića, 1971
- Le Maître et Marguerite (Majstor i Margarita), 1972
- Kamijondžije, 1972
- I Bog stvori kafansku pevačicu, 1972
- Walter défend Sarajevo, 1972
- Le Derviche et la Mort (Derviš i smrt), de Zdravko Velimirović, 1974
- Povratak otpisanih, 1976
- Beach Guard in Winter (Čuvar plaže u zimskom periodu), 1976
- The Dog Who Loved Trains (Pas koji je voleo vozove), 1977
- La Chasse à l'homme (Hajka), 1976
- La Couronne de Petria (Petrijin venac), 1980
- Maîtres, maîtres (Majstori, majstori), de Goran Marković, 1980
- Qui chante là-bas ? (Ko to tamo peva), 1980
- Poseban tretman, 1980
- Te souviens-tu de Dolly Bell ? (Sjećaš li se Dolly Bell ?), d'Emir Kusturica, 1981
- The Marathon Family (Maratonci trče počasni krug) , 1982
- Twilight Time
- La vie est belle (Život je lep), 1985
- Papa est en voyage d'affaires (Otac na službenom putu), d'Emir Kusturica, 1985